# Glinki (powiat nowotomyski)
Glinki – osada leśna w Polsce położona w województwie wielkopolskim, w powiecie nowotomyskim, w gminie Miedzichowo, przy skrzyżowaniu traktów leśnych. 
Przed reformą administracyjną w 1999 należała do województwa gorzowskiego.